# Аперол
Àперол (Aperol) е италиански алкохолен аперитив, изобретен от семейство Барбиери, които основават компанията през 1880 г. в град Падуа. От 2003 г. е собственост на „Кампари Груп“.

## История
Аперол е създаден от братята Силвио и Луиджи Барбиери и е официално представен на първия търговски панаир в Падуа на 21 юли 1919 г.
От раждането си Аперол, който има отличителен червено-оранжев цвят, е ликьор с горчиво-сладък вкус, базиран на алкохолни екстракти от цитрусови кори, корен от тинтява, ревен и ароматни билки.
Предвид ласкателния отзвук производителите му решават да инвестират в реклама: през 20-те години на XX век оранжевото става негов цветен подпис и първите рекламни плакати, приканващи хората да консумират Аперол, се появяват в заведенията.
През 30-те години на XX век в главните италиански вестници се появява реклама, насочена към жените, в която шивачка, измервайки талията на клиентка, възкликва: „Госпожо, Аперол Ви поддържа стройна!“. На жените е позволено да консумират Аперол, понеже е лек аперитив.
През 1943 г. първата историческа фабрика в Падуа е изравнена със земята от бомбардировка. Три години по-късно новата централа е построена на друго място в града.
През 50-те години новата рецепта на аперитива се ражда от традиционния венециански Сприц (бяло вино със Зелц): 4 cL Aperol, 6 cL вино Просеко и капка Зелц или сода. Оттогава Аперол е свързан със Сприц.
След Втората световна война Аперол се радва на голяма популярност и бързо разпространение благодарение и на тв програмата „Каросело“, в която Тино Буацели, слагайки ръка на челото си, произнася думите „Ах, Аперол!“.
През 80-те години на XX век е създадена реклама, в която Холи Хигинс повдига минижупа си, за да се присъедини към приятелите си на мотоциклет в бар в Маями, като казва: „Не знам за вас, но аз пия Аперол“.
През 1991 г. „Братя Барбиери“ е придобита от Кантрел и Кохрейн от Дъблин, който затваря фабриката в Падуа и прехвърля производството в Пиемонт.
През декември 2003 г. марката е закупена от Група „Кампари“.
Започвайки от началото на XXI век, също благодарение на успеха на Happy Hour и феномена Сприц, Аперол увеличава производството си, разширявайки се и в Германия, Австрия и други страни. През 2008 г. марката се утвърждава още повече на пазара благодарение на успешна рекламна кампания, вдъхновена от изцяло венецианския Сприц ритуал и лансира Аперол Сприц (Aperol Spritz), представяйки го на вниманието на широката публика. Той се получава чрез смесване на три части вино Просеко, две части Аперол и една част Зелц в чаша с лед, като накрая се добавя резен портокал. Аперол Сприц също е марка на Група „Кампари“.
През 2010 г. Аперол се завръща по телевизията с нова тематична кампания за Сприц, в която песента Street Life от Ранди Крауфорд е аранжирана в „гаражна" версия със сътрудничеството на музиканта и продуцент Фердинандо Арно.

През 2011 г. се ражда Аперол Сприц хоум едишън – новият продукт на Аперол, който предлага съставките на Сприц в малка бутилка.

## Характеристики
Аперол е аперитив с 11% алкохолно съдържание. В Германия се продава във версия 15°. Често се комбинира с други напитки за образуване на коктейл, най-известният от които е Сприц.

## Аперол в изкуството
През 90-те г. на XX век италианският художник Лоренцо Матоти създава серия от картини, изобразяващи различни сцени на консумация на Аперол.
През 2000 г. Аперол спонсорира изложбата на Пеги Гугенхайм във Венеция.
През 2008 г. Маурицио ди Робийан обновява външния вид на бутилката, която, запазвайки формата непроменена, приема по-опростени и по-актуални графични елементи.